# Institut français de Roumanie
L’Institut français de Roumanie (en roumain : Institutul Francez din România, IFR) fait partie du réseau mondial des instituts français. Son antenne principale dans le pays est à Bucarest, la capitale. Elle est complétée par trois annexes, à Cluj, Iași et Timișoara.

## Historique
La présence et l’influence de la culture française sur le territoire roumain remontent au XVIIIe siècle (voir relations entre la France et la Roumanie et renaissance culturelle roumaine).
La création d’un centre culturel français à Bucarest est basée sur l'initiative de Henri Focillon, critique et théoricien de l'art français, qui avait un intérêt particulier pour la Roumanie, nourri par son amitié avec le professeur roumain George Oprescu.
C’est en 1924 qu’est inauguré par le roi Carol II et l’ambassadeur français Émile Daeschner (en partance pour Washington), de l’« Institut français des hautes études », dans un immeuble (propriété de l’« Union française ») de la place Lahovary. Cette institution est organisée sur le modèle des écoles françaises d'Athènes et de Rome.
En 1936 le « Centre culturel français » (CCF) est officiellement restructuré dans sa forme contemporaine par le gouvernement de la République française, originellement sous le nom de Centre culturel français. Il reste ouvert pendant la Seconde Guerre mondiale car le régime de Vichy et celui du maréchal Antonescu (autoproclamé « Pétain roumain ») gardent des relations diplomatiques officielles et amicales. La Libération intervenant en même temps en France et en Roumanie, il reste également ouvert pendant l’année qui suit.
En revanche, aux débuts du Régime communiste de Roumanie, le CCF est perçu comme un lieu de « propagande impérialiste d’un pays capitaliste » (selon la terminologie du parti unique au pouvoir depuis mars 1945) et doit fermer. La transformation de la République populaire roumaine en République socialiste de Roumanie et l’avènement au pouvoir de Nicolae Ceaușescu amènent un apaisement des relations entre la France et la Roumanie (le général de Gaulle rend une visite d'État à Ceaușescu en mai 1968), et en 1970 le CCF est le premier centre culturel étranger de Roumanie à rouvrir ses portes, même si, bien sûr, les citoyens roumains autorisés à y accéder sont des membres de la nomenklatura triés sur le volet par la Securitate et même si les locaux, gardés par la milice (miliția), n’ont pas le statut d’extraterritorialité qui aurait risqué de tenter d’éventuels transfuges. Ces restrictions sont abolies dès le 24 décembre 1989, lors de la chute de la dictature, et depuis lors l’accès à l’institut est ouvert à tous sans discriminations. En réalité, l'accès á la bibliothèque était libre, la presance de la Milice était inexistante.
Le 1er janvier 2012, le réseau culturel français en Roumanie s’unifie officiellement sous le nom d’« Institut français de Roumanie », à la suite de la réforme mondiale du réseau culturel et de coopération du Ministère français des Affaires étrangères et européennes initiée par la loi du 27 juillet 2010, en remplacement des activités culturelles françaises qui étaient jusque-là assurées par l’association « Culturesfrance » : cette réorganisation a apporté un meilleur contrôle du ministère sur la programmation, simplifié de gestion et permis de faire des économies budgétaires en fusionnant les services de coopération universitaire, éducative, linguistique et culturelle de l’Ambassade de France en Roumanie au sein de l’Institut français de Roumanie. Celui-ci entretient des liens étroits avec le Consulat général ainsi que le bureau de l’Alliance française du pays et les autorités nationales et locales.
On compte parmi les directeurs passés de l’institution, des noms tels que Paul Henry (son premier directeur, de 1925 à 1932), Roland Barthes ou encore Jean Mouton.

## Rôle éducatif
Le but premier de l'Institut est de proposer des cours, formations et examens de français à un public aussi large que possible. C'est ainsi un centre d’examen habilité par le Ministère français de l’éducation nationale pour la passation du DELF et du DALF (évaluation par compétences, basée sur le cadre européen commun de référence pour les Langues). L'IFR est aussi accrédité pour faire passer et délivrer d'autres certifications internationales en langue française, comme: le TCF, le DELF Prim, le DELF Junior, le TEF et le TEFAQ (pour ceux qui souhaitent s'expatrier au Canada ou au Québec), en collaboration avec des instances éducatives internationales comme l'Agence universitaire de la Francophonie (AUF), le Centre international d'études pédagogiques (CIEP) ainsi qu'avec les autorités Roumaines et françaises.

## Activités culturelles
Le centre culturel de l'institut participe à la scène culturelle nationale, en créant des centaines d'évènements annuels à visée nationale, régionale ou locale, selon les projets. L'IF participe également à des évènements externes, dans le cadre de la promotion de la culture et des échanges entre la France et la Roumanie, et développe des partenariats avec d'autres entités gouvernementales ou non-gouvernementales. 
La salle Elvire Popesco de l'IF de Bucarest est ainsi un des lieux populaires de culture de la capitale roumaine, proposant du cinéma, de la danse, du théâtre et des concerts tout au long de l'année. 

## Bibliothèque
La bibliothèque de l'institut français de Bucarest accueille plus de 100 000 lecteurs chaque année et compte plus de 19 000 volumes en français, 50 abonnements aux journaux et revues nationaux et internationaux et plus de 8 000 documents sonores, CD et DVD.

## Antennes

### Bucarest
Le centre de Bucarest a été rénové en 2000. Sa salle de cinéma, nommée Elvire Popesco, a ouvert en 1974 et avait une capacité de 200 places. Elle a été rénovée et numérisée en 2012. Elle est membre du réseau Europa Cinemas depuis 1997 et a reçu en 2017 le prix de la meilleure programmation. La salle accueille chaque année plus de 60 000 spectateurs, ce qui en fait la première indépendante du pays en nombre d'entrées.

### Cluj-Napoca
L'IF de Cluj-Napoca est installé dans des bâtiments appartenant à l'Université Babeș-Bolyai: l'ancien palais Béldi, espace de 500 m2, entièrement rénové, au cœur de la ville. 
Des arcades délimitent une cour intérieure, lieu propice aux spectacles de plein air. 
Sa médiathèque, de 300 m2, comprend près de 16 000 ouvrages, ainsi que 2 500 documents électroniques. Elle accueille chaque année environ 40 000 visiteurs.
Les cours de français, assurés par une équipe d'une vingtaine de professeurs vacataires, permettent de préparer l'examen du DALF et les évaluations en français spécialisé (économique, juridique, etc.). L'activité de coopération linguistique, destinée à soutenir le développement professionnel des enseignants du français en Transylvanie s'étend sur une région comprenant 10 départements du Centre-Ouest de la Roumanie.
Le Centre est particulièrement actif dans l'organisation d'évènements ayant un certain impact local comme international, tels la Semaine de la Francophonie, la Fête de la musique et le Printemps des Livres. 

### Timișoara
Créé en octobre 1990, le centre culturel français de Timișoara s'installe dans une des plus belles demeures du prestigieux boulevard Loga, le 17 février 1992, où il devient une référence pour la vie culturelle de la ville. En proposant colloques, conférences, concerts, spectacles de danse, de mime, de cirque, etc. le centre culturel est, depuis ce jour, porteur d'idées nouvelles, soutien des dynamismes locaux, créateur de partenariats artistiques .
Les cours de français, général ou "spécialisé", sont destinés aux étudiants et aux entreprises et touchent un public croissant dans un secteur géographique réputé moins francophone que le reste de la Roumanie.
Dans un premier temps vitrine de la création française, l'IF de Timișoara a développé des relations de coopération artistique avec des institutions locales, notamment en musique, danse et arts plastiques et en théâtre. 
Sa médiathèque compte plus de 1 100 adhérents, contient environ 15 000 ouvrages, livres, disques, cassettes, cédéroms et vidéos.  
Le centre culturel français de Timișoara a compétence pour instruire des dossiers de demandes de visas pour les ressortissants roumains, et constitue un relais local du Poste d'Expansion Economique de l'Ambassade de France. 
En 1999, ce relai a ouvert une école française. La possibilité d'assurer une scolarité normale aux enfants des expatriés est souvent un élément essentiel dans l'implantation d'entreprises françaises en Roumanie.

### Iași
L'Institut français de Iași est la plus récente des 4 antennes du pays.
Il fut inauguré en décembre 1992 après rénovation complète. 
Depuis lors, le centre culturel attire un public nombreux et varié par le biais de ses manifestations culturelles de haut niveau et des cours de français qu'il dispense pour répondre à une demande croissante. 
Le centre abrite une salle de spectacle et un hall d'expositions, un centre de ressources avec accès à internet et une médiathèque (20 000 livres et quelques milliers de documents électroniques supplémentaires par le biais de sa Culturethèque).

## Pages liées
- Culture roumaine
- Relations européennes
- Francophonie